# Börgönd
Börgönd ist ein Ortsteil der ungarischen Stadt Székesfehérvár im gleichnamigen Kreis im Komitat Fejér. Im Jahr 2011 gab es im Ort 172 Häuser und 447 Einwohner. Börgönd liegt neun Kilometer südöstlich des Zentrums von Székesfehérvár am südwestlichen Rand des Velencer Sees.

## Geschichte
Im 19. Jahrhundert war Börgönd zunächst ein Teil von Seregélyes und wurde in den 1870er Jahren dann der
Großgemeinde Pákozd zugeordnet. Im Jahr 1907 gab es in Börgönd 325 Einwohner.

## Sehenswürdigkeiten
- Denkmal zur 100-jährigen Geschichte der Luftfahrt in Székesfehérvár, erschaffen von Balázs Kocsis[3]
- Denkmal zur Erinnerung an die Verkehrsopfer im Komitat Fejér, erschaffen von Balázs Kocsis, an der Hauptstraße Nr. 62 gelegen[3]
- Kruzifix[3]
- Römisch-katholische Kapelle Páduai Szent Antal, erbaut 1920[4]

## Infrastruktur

### Straßenverkehr
An Börgönd vorbei verläuft die Hauptstraße Nr. 62. Es bestehen Busverbindungen in die Innenstadt von Székesfehérvár bis zum Busbahnhof sowie nach Seregélyes.

### Eisenbahn
Etwa drei Kilometer südlich des Ortes befindet sich der Bahnhof Börgönd. Er ist ein Knotenpunkt an den nicht elektrifizierten, eingleisigen Bahnstrecken nach Sárbogárd, Tapolca sowie Székesfehérvár und Pusztaszabolcs. Im Dezember 2012 wurden alle Verkehrshalte in Börgönd eingestellt, jedoch nach Beschwerden der Anwohner im Dezember 2013 wieder aufgenommen. Im Fahrplanjahr 2021 hielten an Werktagen vier Zugpaare der Linie S440 Székesfehérvár–Pusztaszabolcs, sonntags verkehrte ein Zug weniger.

### Flugplatz
Eineinhalb Kilometer weiter südwestlich liegt der heute zivil genutzte Flugplatz Börgönd. Er wurde 1936 gebaut und war ein Standort der Ungarischen Luftstreitkräfte. Nördlich des Flugplatzes befindet sich eine verlassene Wohnsiedlung, die noch aus Zeiten der militärischen Nutzung stammt.

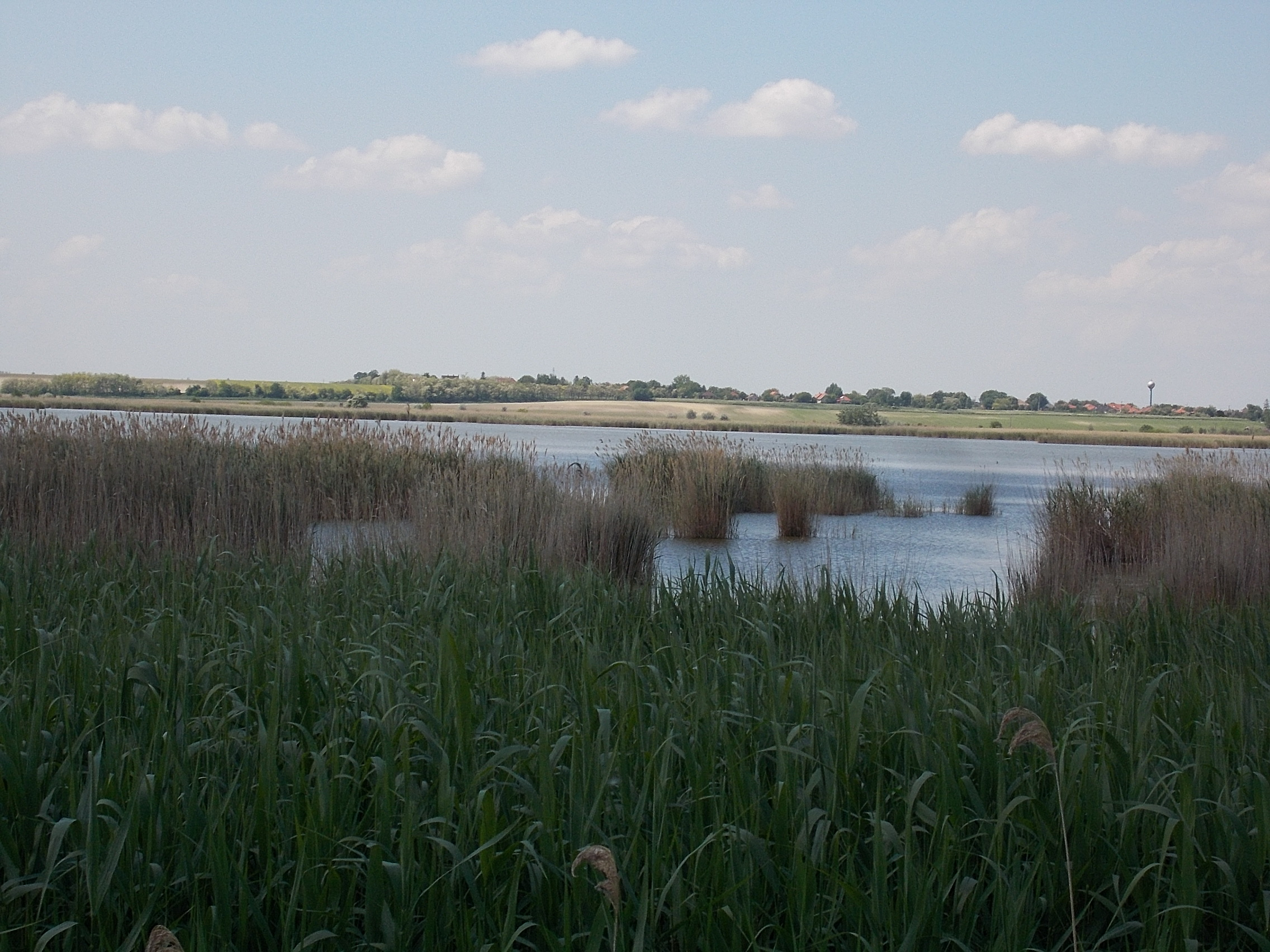
Dinnyési Fertő, im Hintergrund Börgönd mit Aquaglobus
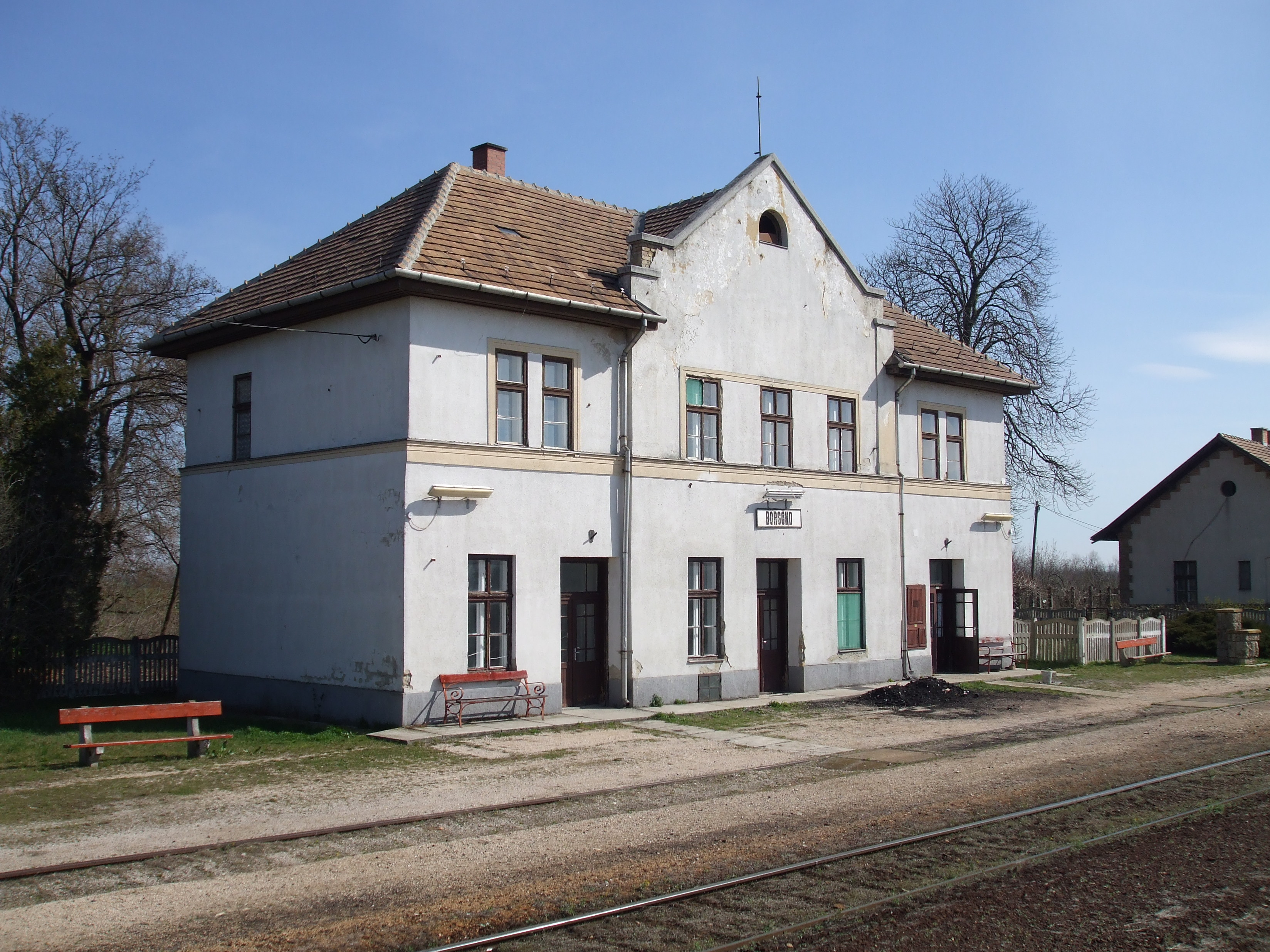
Bahnhof Börgönd
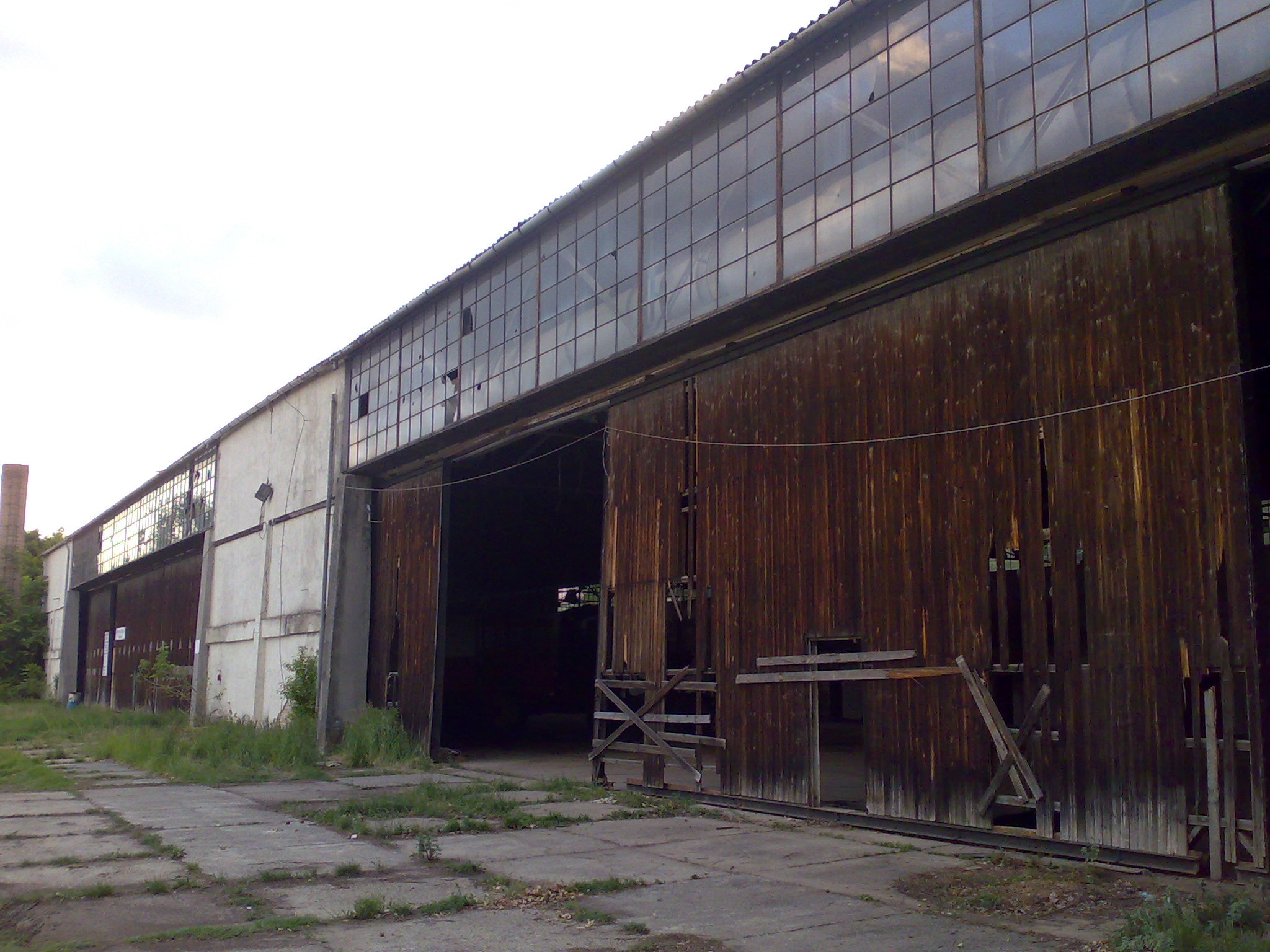
Alter Hangar am Flugplatz
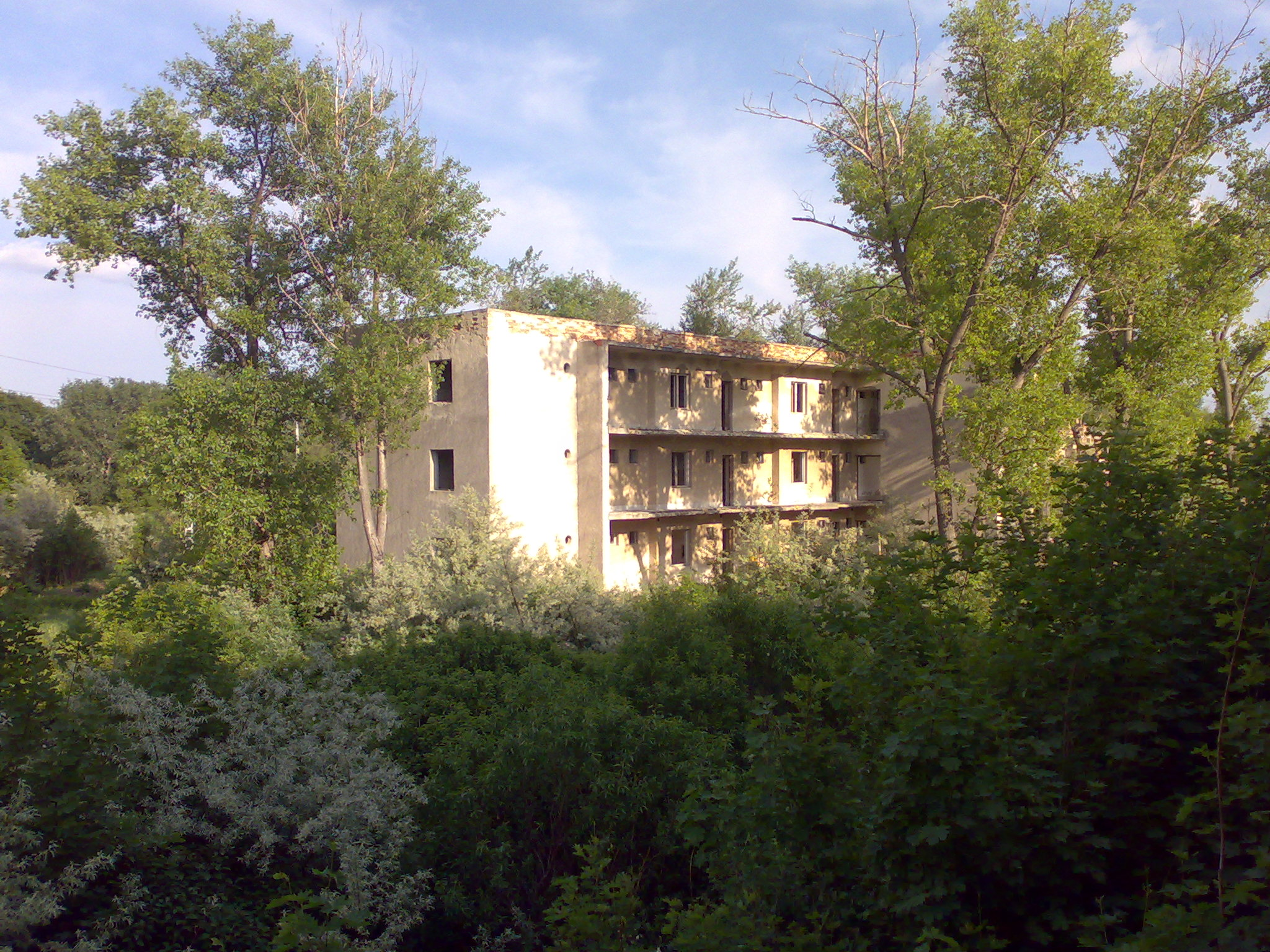
Verlassenes Wohnhaus am Flugplatz